# ホモセリンキナーゼ
ホモセリンキナーゼ(Homoserine kinase、EC 2.7.1.39)は、以下の化学反応を触媒する酵素である。
ATP + L-ホモセリン {\displaystyle \rightleftharpoons } ADP + O-ホスホ-L-ホモセリン
従って、この酵素の基質はATPとL-ホモセリンの2つ、生成物はADPとO-ホスホ-L-ホモセリンの2つである。
この酵素は転移酵素、特にアルコールを受容体とするホスホトランスフェラーゼに分類される。この酵素の系統名は、ATP:L-ホモセリン O-ホスホトランスフェラーゼ(ATP:L-homoserine O-phosphotransferase)である。この酵素は、グリシン、セリン、トレオニンの代謝に関与している。

## 構造
2007年末時点で、6つの構造が解明されている。蛋白質構造データバンクのコードは、1FWK、1FWL、1H72、1H73、1H74及び2PPQである。